# Plavání na mistrovství Evropy v plaveckých sportech 2022
Závody v plavání na mistrovství Evropy v plaveckých sportech za rok 2022 proběhly v Římě, Itálie ve dnech 11. až 21. srpna 2022.

## Výsledky

### Individuální disciplíny
| Muži                 | Zlato                        | Zlato    | Stříbro                      | Stříbro  | Bronz                        | Bronz    |
| -------------------- | ---------------------------- | -------- | ---------------------------- | -------- | ---------------------------- | -------- |
| 50 m volný způsob    | Benjamin Proud (GBR)         | 21,58    | Leonardo Deplano (ITA)       | 21,60    | Kristian Golomeev (GRE)      | 21,75    |
| 100 m volný způsob   | David Popovici (ROU)         | 46,86    | Kristóf Milák (HUN)          | 47,47    | Alessandro Miressi (ITA)     | 47,63    |
| 200 m volný způsob   | David Popovici (ROU)         | 1:42,97  | Antonio Djaković (SUI)       | 1:45,60  | Felix Auböck (AUT)           | 1:45,89  |
| 400 m volný způsob   | Lukas Märtens (GER)          | 3:42,50  | Antonio Djaković (SUI)       | 3:43,93  | Henning Mühlleitner (GER)    | 3:44,53  |
| 800 m volný způsob   | Gregorio Paltrinieri (ITA)   | 7:40,86  | Lukas Märtens (GER)          | 7:42,65  | Lorenzo Galossi (ITA)        | 7:43,37  |
| 1500 m volný způsob  | Mychajlo Romančuk (UKR)      | 14:36,10 | Gregorio Paltrinieri (ITA)   | 14:39,79 | Damien Joly (FRA)            | 14:50,36 |
| 50 m znak            | Apostolos Christu (GRE)      | 24,36    | Thomas Ceccon (ITA)          | 24,40    | Ole Braunschweig (GER)       | 24,68    |
| 100 m znak           | Thomas Ceccon (ITA)          | 52,21    | Apostolos Christu (GRE)      | 52,24    | Yohann Ndoye-Brouard (FRA)   | 52,92    |
| 200 m znak           | Yohann Ndoye-Brouard (FRA)   | 1:55,62  | Benedek Kovács (HUN)         | 1:56,03  | Luke Greenbank (GBR)         | 1:56,15  |
| 50 m motýlek         | Thomas Ceccon (ITA)          | 22,89    | Maxime Grousset (FRA)        | 22,97    | Diogo Ribeiro (POR)          | 23,07    |
| 100 m motýlek        | Kristóf Milák (HUN)          | 50,33    | Noè Ponti (SUI)              | 50,87    | Jakub Majerski (POL)         | 51,22    |
| 200 m motýlek        | Kristóf Milák (HUN)          | 1:52,01  | Richárd Márton (HUN)         | 1:54,78  | Alberto Razzetti (ITA)       | 1:55,01  |
| 50 m prsa            | Nicolò Martinenghi (ITA)     | 26,33    | Simone Cerasuolo (ITA)       | 26,95    | Lucas Matzerath (GER)        | 27,11    |
| 100 m prsa           | Nicolò Martinenghi (ITA)     | 58,26    | Federico Poggio (ITA)        | 58,98    | Andrius Šidlauskas (LTU)     | 59,50    |
| 200 m prsa           | James Wilby (GBR)            | 2:08,96  | Matti Mattsson (FIN)         | 2:09,40  | Luca Pizzini (ITA)           | 2:09,97  |
| 200 m polohový závod | Hubert Kós (HUN)             | 1:57,22  | Alberto Razzetti (ITA)       | 1:57,82  | Gabriel Lopes (POR)          | 1:58,34  |
| 400 m polohový závod | Alberto Razzetti (ITA)       | 4:10,60  | Dávid Verrasztó (HUN)        | 4:12,58  | Pier-Andrea Matteazzi (ITA)  | 4:13,29  |
| Ženy                 | Zlato                        | Zlato    | Stříbro                      | Stříbro  | Bronz                        | Bronz    |
| 50 m volný způsob    | Sarah Sjöströmová (SWE)      | 23,91    | Katarzyna Wasicková (POL)    | 24,20    | Valerie van Roonová (NED)    | 24,64    |
| 100 m volný způsob   | Marrit Steenbergenová (NED)  | 53,24    | Charlotte Bonnetová (FRA)    | 53,62    | Freya Andersonová (GBR)      | 53,63    |
| 200 m volný způsob   | Marrit Steenbergenová (NED)  | 1:56,36  | Freya Andersonová (GBR)      | 1:56,52  | Isabel Goseová (GER)         | 1:57,09  |
| 400 m volný způsob   | Isabel Goseová (GER)         | 4:04,13  | Simona Quadarellaová (ITA)   | 4:04,77  | Ajna Késelyová (HUN)         | 4:08,00  |
| 800 m volný způsob   | Simona Quadarellaová (ITA)   | 8:20,54  | Isabel Goseová (GER)         | 8:22,01  | Merve Tuncelová (TUR)        | 8:24,33  |
| 1500 m volný způsob  | Simona Quadarellaová (ITA)   | 15:54,15 | Viktória Mihályváriová (HUN) | 16:02,15 | Martina Caramignoliová (ITA) | 16:12,39 |
| 50 m znak            | Analia Pigréeová (FRA)       | 27,27    | Silvia Scaliaová (ITA)       | 27,53    | Maaike de Waardová (NED)     | 27,54    |
| 100 m znak           | Margherita Panzieraová (ITA) | 59,40    | Medi Harrisová (GBR)         | 59,46    | Kira Toussaintová (NED)      | 59,53    |
| 200 m znak           | Margherita Panzieraová (ITA) | 2:07,13  | Katie Shanahanová (GBR)      | 2:09,26  | Dóra Molnárová (HUN)         | 2:09,73  |
| 50 m motýlek         | Sarah Sjöströmová (SWE)      | 24,96    | Marie Wattelová (FRA)        | 25,33    | Maaike de Waardová (NED)     | 25,62    |
| 100 m motýlek        | Louise Hanssonová (SWE)      | 56,66    | Marie Wattelová (FRA)        | 56,80    | Lana Pudarová (BIH)          | 57,27    |
| 200 m motýlek        | Lana Pudarová (BIH)          | 2:06,80  | Helena Bachová (DEN)         | 2:07,30  | Ilaria Cusinatová (ITA)      | 2:07,77  |
| 50 m prsa            | Rūta Meilutisová (LTU)       | 29,59    | Benedetta Pilatová (ITA)     | 29,71    | Imogen Clarková (GBR)        | 30,31    |
| 100 m prsa           | Benedetta Pilatová (ITA)     | 1:05,97  | Lisa Angioliniová (ITA)      | 1:06,34  | Rūta Meilutisová (LTU)       | 1:06,50  |
| 200 m prsa           | Lisa Mamiéová (SUI)          | 2:23,27  | Martina Carrarová (ITA)      | 2:23,64  | Kotryna Teterevkovová (LTU)  | 2:24,16  |
| 200 m polohový závod | Anastasija Gorbenková (ISR)  | 2:10,92  | Marrit Steenbergenová (NED)  | 2:11,14  | Sara Franceschiová (ITA)     | 2:11,38  |
| 400 m polohový závod | Viktória Mihályváriová (HUN) | 4:37,56  | Zsuzsanna Jakabosová (HUN)   | 4:39,79  | Freya Colbertová (GBR)       | 4:40,06  |

### Štafety
| Muži                   | Zlato | Zlato   | Stříbro | Stříbro | Bronz | Bronz   |
| ---------------------- | --- | ------- | --- | ------- | --- | ------- |
| 4×100 m volný způsob   | Itálie (ITA) (Alessandro Miressi, Thomas Ceccon, Lorenzo Zazzeri, Manuel Frigo, (r)Alessandro Bori, (r)Filippo Megli, (r)Leonardo Deplano)                           | 3:10,50 | Maďarsko (HUN) (Nándor Németh, Szebasztián Szabó, Dániel Mészáros, Kristóf Milák)                                                                                             | 3:12,43 | Spojené království (GBR) (Jacob Whittle, Matthew Richards, Thomas Dean, Edward Mildred)                                                          | 3:12,70 |
| 4×200 m volný způsob   | Maďarsko (HUN) (Nándor Németh, Richárd Márton, Balázs Holló, Kristóf Milák, (r)Dániel Mészáros)                                                                      | 7:05,38 | Itálie (ITA) (Marco de Tullio, Lorenzo Galossi, Gabriele Detti, Stefano Di Cola, (r)Filippo Megli, (r)Matteo Ciampi)                                                          | 7:06,25 | Francie (FRA) (Hadrien Salvan, Amazigh Yebba, Enzo Tesic, Roman Fuchs, (r)Mewen Tomac)                                                           | 7:06,97 |
| 4×100 m polohový závod | Itálie (ITA) (Thomas Ceccon, Nicolò Martinenghi, Matteo Rivolta, Alessandro Miressi, (r)Michele Lamberti, (r)Federico Poggio, (r)Federico Burdisso, (r)Manuel Frigo) | 3:28,46 | Francie (FRA) (Yohann Ndoye-Brouard, Antoine Viquerat, Clément Secchi, Maxime Grousset, (r)Mewen Tomac, (r)Charles Rihoux)                                                    | 3:32,50 | Rakousko (AUT) (Bernhard Reitshammer, Valentin Bayer, Simon Bucher, Heiko Gigler)                                                                | 3:33,28 |
| Ženy                   | Zlato | Zlato   | Stříbro | Stříbro | Bronz | Bronz   |
| 4×100 m volný způsob   | Spojené království (GBR) (Lucy Hopeová, Anna Hopkinová, Medi Harrisová, Freya Andersonová)                                                                           | 3:36,47 | Švédsko (SWE) (Sarah Sjöströmová, Louise Hanssonová, Sara Juneviková, Sofia Åstedtová)                                                                                        | 3:37,29 | Nizozemsko (NED) (Kim Buschová, Tessa Gieleová, Valerie van Roonová, Marrit Steenbergenová)                                                      | 3:37,59 |
| 4×200 m volný způsob   | Nizozemsko (NED) (Imani De Jongová, Silke Holkenborgová, Janna van Kootenová, Marrit Steenbergenová, (r)Lotte Hosperová)                                             | 7:54,07 | Spojené království (GBR) (Freya Colbertová, Lucy Hopeová, Medi Harrisová, Freya Andersonová, (r)Tamryn van Selmová, (r)Holly Hibbottová)                                      | 7:54,73 | Maďarsko (HUN) (Nikolett Pádárová, Katinka Hosszúová, Ajna Késelyová, Lilla Ábrahámová, (r)Zsuzsanna Jakabosová, (r)Dóra Molnárová)              | 7:55,73 |
| 4×100 m polohový závod | Švédsko (SWE) (Hanna Rosvallová, Sophie Hanssonová, Louise Hanssonová, Sarah Sjöströmová)                                                                            | 3:55,25 | Francie (FRA) (Pauline Mahieuová, Charlotte Bonnetová, Marie Wattelová, Béryl Gastaldellová, (r)Emma Terebová, (r)Adèle Blanchetièreová)                                      | 3:56,36 | Nizozemsko (NED) (Kira Toussaintová, Tes Schoutenová, Maaike de Waardová, Marrit Steenbergenová, (r)Tessa Gieleová, (r)Valerie van Roonová)      | 3:57,01 |
| Mix                    | Zlato | Zlato   | Stříbro | Stříbro | Bronz | Bronz   |
| 4×100 m volný způsob   | Francie (FRA) (Maxime Grousset, Charles Rihoux, Charlotte Bonnetová, Marie Wattelová, (r)Hadrien Salvan, (r)Lucile Tessariolová, (r)Béryl Gastaldellová)             | 3:22,80 | Spojené království (GBR) (Thomas Dean, Matthew Richards, Anna Hopkinová, Freya Andersonová, (r)Edward Mildred, (r)Jacob Whittle, (r)Lucy Hopeová)                             | 3:23,30 | Švédsko (SWE) (Björn Seeliger, Robin Hanson, Sarah Sjöströmová, Louise Hanssonová, (r)Sofia Åstedtová)                                           | 3:23,40 |
| 4×200 m volný způsob   | Spojené království (GBR) (Thomas Dean, Matthew Richards, Freya Colbertová, Freya Andersonová, (r)Kieran Bird, (r)Jacob Whittle, (r)Lucy Hopeová)                     | 7:28,16 | Francie (FRA) (Hadrien Salvan, Amazigh Yebba, Charlotte Bonnetová, Lucile Tessariolová, (r)Roman Fuchs, (r)Giulia Rossiová-Beneová)                                           | 7:29,25 | Itálie (ITA) (Stefano Di Cola, Matteo Ciampi, Alice Mizzauová, Antonietta Cesaranová, (r)Filippo Megli, (r)Noemi Cesaranová, (r)Linda Caponiová) | 7:31,85 |
| 4×100 m polohový závod | Nizozemsko (NED) (Kira Toussaintová, Arno Kamminga, Nyls Korstanje, Marrit Steenbergenová, (r)Tessa Gieleová)                                                        | 3:41,73 | Itálie (ITA) (Thomas Ceccon, Nicolò Martinenghi, Elena Di Liddová, Silvia Di Pietrová, (r)Michele Lamberti, (r)Francesca Fangiová, (r)Ilaria Bianchiová, (r)Leonardo Deplano) | 3:43,61 | Spojené království (GBR) (Medi Harrisová, James Wilby, Jacob Peters, Anna Hopkinová, (r)Lauren Coxová, (r)Gregory Butler)                        | 3:44,69 |

## Medailová bilance
V plavání se rozdělilo celkem 43 sad medailí.
| Pořadí | Stát                      |       | Muži    | Muži  | Muži  |         | Ženy  | Ženy  | Ženy    |       | Mix   | Mix     | Mix   |  | Muži + Ženy + Mix | Muži + Ženy + Mix | Muži + Ženy + Mix | Celkem |
| Pořadí | Stát                      | Zlato | Stříbro | Bronz | Zlato | Stříbro | Bronz | Zlato | Stříbro | Bronz | Zlato | Stříbro | Bronz |  |                   |                   |                   | Celkem |
| ------ | ------------------------- | ----- | ------- | ----- | ----- | ------- | ----- | ----- | ------- | ----- | ----- | ------- | ----- |  | ----------------- | ----------------- | ----------------- | ------ |
| 1.     | Itálie (ITA)              |       | 8       | 7     | 5     |         | 5     | 5     | 3       |       | 0     | 1       | 1     |  | 13                | 13                | 9                 | 35     |
| 2.     | Maďarsko (HUN)            |       | 4       | 5     | 0     |         | 1     | 2     | 3       |       | 0     | 0       | 0     |  | 5                 | 7                 | 3                 | 15     |
| 3.     | Spojené království (GBR)  |       | 2       | 0     | 2     |         | 1     | 4     | 3       |       | 1     | 1       | 1     |  | 4                 | 5                 | 6                 | 15     |
| 4.     | Nizozemsko (NED)          |       | 0       | 0     | 0     |         | 3     | 1     | 6       |       | 1     | 0       | 0     |  | 4                 | 1                 | 6                 | 11     |
| 5.     | Švédsko (SWE)             |       | 0       | 0     | 0     |         | 4     | 1     | 0       |       | 0     | 0       | 1     |  | 4                 | 1                 | 1                 | 6      |
| 6.     | Francie (FRA)             |       | 1       | 2     | 3     |         | 1     | 4     | 0       |       | 1     | 1       | 0     |  | 3                 | 7                 | 3                 | 13     |
| 7.     | Německo (GER)             |       | 1       | 1     | 3     |         | 1     | 1     | 1       |       | 0     | 0       | 0     |  | 2                 | 2                 | 4                 | 8      |
| 8.     | Rumunsko (ROU)            |       | 2       | 0     | 0     |         | 0     | 0     | 0       |       | 0     | 0       | 0     |  | 2                 | 0                 | 0                 | 2      |
| 9.     | Švýcarsko (SUI)           |       | 0       | 3     | 0     |         | 1     | 0     | 0       |       | 0     | 0       | 0     |  | 1                 | 3                 | 0                 | 4      |
| 10.    | Řecko (GRE)               |       | 1       | 1     | 1     |         | 0     | 0     | 0       |       | 0     | 0       | 0     |  | 1                 | 1                 | 1                 | 3      |
| 11.    | Litva (LTU)               |       | 0       | 0     | 1     |         | 1     | 0     | 2       |       | 0     | 0       | 0     |  | 1                 | 0                 | 3                 | 4      |
| 12.    | Bosna a Hercegovina (BOS) |       | 0       | 0     | 0     |         | 1     | 0     | 1       |       | 0     | 0       | 0     |  | 1                 | 0                 | 1                 | 2      |
| 13.    | Ukrajina (UKR)            |       | 1       | 0     | 0     |         | 0     | 0     | 0       |       | 0     | 0       | 0     |  | 1                 | 0                 | 0                 | 1      |
| 13.    | Izrael (ISR)              |       | 0       | 0     | 0     |         | 1     | 0     | 0       |       | 0     | 0       | 0     |  | 1                 | 0                 | 0                 | 1      |
| 15.    | Polsko (POL)              |       | 0       | 0     | 1     |         | 0     | 1     | 0       |       | 0     | 0       | 0     |  | 0                 | 1                 | 1                 | 2      |
| 16.    | Finsko (FIN)              |       | 0       | 1     | 0     |         | 0     | 0     | 0       |       | 0     | 0       | 0     |  | 0                 | 1                 | 0                 | 1      |
| 16.    | Dánsko (DEN)              |       | 0       | 0     | 0     |         | 0     | 1     | 0       |       | 0     | 0       | 0     |  | 0                 | 1                 | 0                 | 1      |
| 18.    | Rakousko (AUT)            |       | 0       | 0     | 2     |         | 0     | 0     | 0       |       | 0     | 0       | 0     |  | 0                 | 0                 | 2                 | 2      |
| 18.    | Portugalsko (POR)         |       | 0       | 0     | 2     |         | 0     | 0     | 0       |       | 0     | 0       | 0     |  | 0                 | 0                 | 2                 | 2      |
| 20.    | Turecko (TUR)             |       | 0       | 0     | 0     |         | 0     | 0     | 1       |       | 0     | 0       | 0     |  | 0                 | 0                 | 1                 | 1      |
| Celkem | Celkem                    |       | 20      | 20    | 20    |         | 20    | 20    | 20      |       | 3     | 3       | 3     |  | 43                | 43                | 43                | 129    |